# 埃斯皮诺索德尔雷
埃斯皮诺索德尔雷，是西班牙卡斯蒂利亚-拉曼恰托莱多省的一个市镇。总面积48平方公里，总人口576人（2001年），人口密度12人/平方公里。